# USS Sargo (SSN-583)
USS Sargo (SSN-583) — многоцелевая атомная подводная лодка ВМС США, третья в серии проекта «Скейт». Вторая американская подводная лодка носившая имя Sargo. Лодка была построена на верфи Mare Island NSY и служила во флоте вплоть до конца 1980-х годов.